# Muzyka programowa
Muzyka programowa – rodzaj muzyki o treści pozamuzycznej, która wskazana jest przez tytuł lub program utworu programowego (pobudzający wyobraźnię kompozytora); jej przeciwieństwem jest muzyka absolutna. Treścią muzyki może być ciąg zdarzeń, sytuacji obrazów lub myśli. Muzyka taka ma za zadanie wywołać pewne skojarzenia i wyobrażenia – fantazje słuchaczy prowadzone są w określonym kierunku. Termin ten jest stosowany niemal wyłącznie do dzieł muzyki poważnej (zwłaszcza w muzyce romantycznej powstałej w XIX wieku).
Do utworów muzyki programowej zalicza się m.in.:
- uwertury do oper, oratoriów i dramatów muzycznych (jeśli odzwierciedlają ich treść),
- uwertury koncertowe (jeśli posiadają treść programową),
- Niektóre utwory charakterystyczne
- poematy symfoniczne (przy uporządkowaniu części tego typu kompozycji ujawnia się formotwórcza rola programu) – należy pamiętać, że poszczególne części poematów symfonicznych mogą być tworzone według praw muzyki absolutnej (np. forma pieśni w Chłopskim weselu z Wełtawy Bedřicha Smetany). Poematami symfonicznymi często nazywa się jednoczęściowe utwory programowe przeznaczone dla orkiestry.

## Muzyka programowa w kanonie muzyki zachodniej
Muzyka tworzona na potrzeby opery lub baletu jest także muzyką programową. Aaron Copland był rozbawiony, gdy pewna kobieta powiedziała mu po wysłuchaniu jego baletu Appalachian Spring, że „mogła zobaczyć Appalachy i czuć Wiosnę”. Muzyka filmowa jest zawsze muzyką programową i czasami (tak jak np. muzyka do filmu Aleksander Newski skomponowana przez Siergieja Prokofjewa) znajduje miejsce w klasycznym repertuarze koncertowym.

### Muzyka popularna
Określenie „muzyka programowa” nie jest powszechnie używane w odniesieniu do muzyki popularnej. Ponieważ przeważającą większość tego typu muzyki stanowią piosenki, wydaje się, że muzyka taka ma jak najbardziej programowy charakter: mamy słowa piosenki, w związku z tym jest to coś więcej niż czysta muzyka. Tradycyjna czysto orkiestrowa muzyka programowa kontynuowana jest w utworach na big bandy (szczególnie przyczynił się do tego Duke Ellington). Kompozycje instrumentalne w muzyce popularnej często opisywane są tytułami, które sugerują zakwalifikowanie ich do muzyki programowej. Istnieje także kilka całkowicie instrumentalnych albumów poświęconych treści pozamuzycznej – noszą one nazwy albumów koncepcyjnych (np. China Vangelisa lub The Songs of Distant Earth Mike’a Oldfielda). Niektóre z popularnych gatunków muzycznych mają szczególnie więcej cech muzyki programowej niż innej. Zalicza się do nich m.in.:
- ambient
- new age
- Space music
- surf rock
- jazz-rock
- rock progresywny
- art rock

Muzycy i zespoły rocka progresywnego szczególnie eksperymentowali z muzyką programową w latach 70. XX wieku. Przykładem może być grupa Rush ze swoim albumem Permanent Waves posiadającym wyraźny wpływ cyklu sześciu poematów symfonicznych Má vlast Bedřicha Smetany.

## Wyrażanie zjawisk pozamuzycznych

### Naśladowanie wrażeń słuchowych
Naśladowanie wrażeń słuchowych polega na akustycznym naśladownictwie. Za ich pomocą można oddać tylko treści brzmieniowe.

#### Przykłady

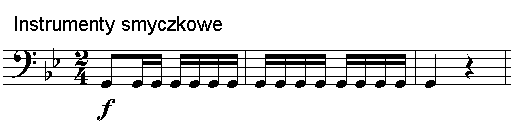
Cztery pory roku – II Lato (kilka taktów) – Grzmot

- Imitacja grzmotu w II części (Lato) Czterech pór roku Antonia Vivaldiego (szesnastki w niskim rejestrze instrumentów smyczkowych)

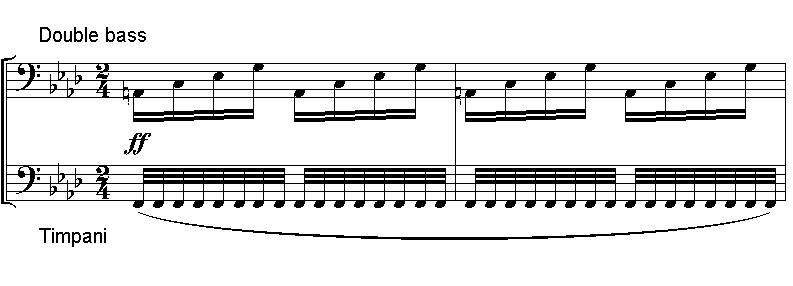
VI Symfonia – IV. Burza, Allegro (kilka taktów) – Grzmot

- Imitacja grzmotu w IV części (Burza) VI Symfonii F-dur op. 68 Ludwiga van Beethovena (dysonujące nakładanie się dźwięków orkiestry symfonicznej, tremolo na kotłach w fortissimo)

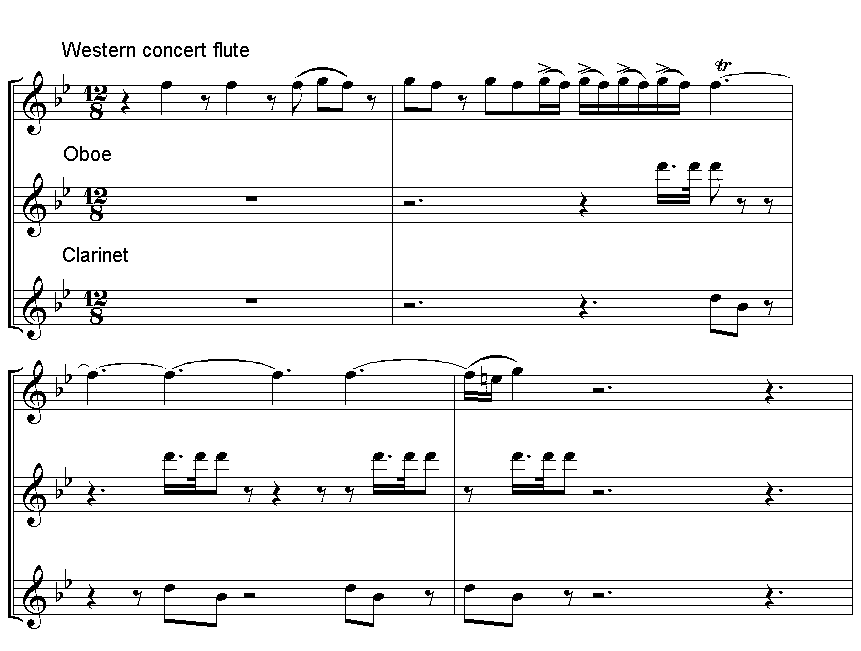
VI Symfonia – II. Scena nad strumykiem, Andante molto mosso (kilka taktów) – śpiew ptaków

- Imitacja śpiewu ptaków w II części (Scena nad strumykiem) w VI Symfonii F-dur op. 68 Ludwiga van Beethovena (charakterystyczny rytm, metrum – 6/8, tonacja B-dur oraz specyficzna barwa dźwięku – instrumenty dęte drewniane)

### Symbolika dźwiękowa
Symbolika dźwiękowa polega na analogii. Za jej pomocą można oddać tylko obrazowe treści wizualne. W muzyce barokowej określone figury dźwiękowe zyskały wartość semantyczną.

#### Niektóre analogie w symbolice dźwiękowej
- Analogia ruchu – szybkie lub wolne tempo (bieg lub zatrzymanie, szybko lub wolno), crescendo lub diminuendo (zbliżanie lub oddalanie), wysoki lub niski rejestr (ruch w górę lub w dół)
- Analogia położenia – głośna lub cicha dynamika (bliskość lub dal), wysoki lub niski rejestr (wysoko lub nisko)
- Analogia światła – wysoki lub niski rejestr (jasno lub ciemno)

#### Przykłady

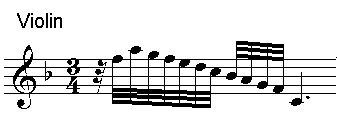
Cztery pory roku – III Jesień (kilka taktów) – Dzik ucieka i ginie

- III część (Jesień) Czterech pór roku Antonia Vivaldiego

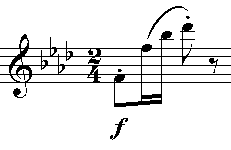
VI Symfonia – IV. Burza, Allegro (kilka taktów) – Błyskawica

- IV część (Burza) VI Symfonii F-dur op. 68 Ludwiga van Beethovena

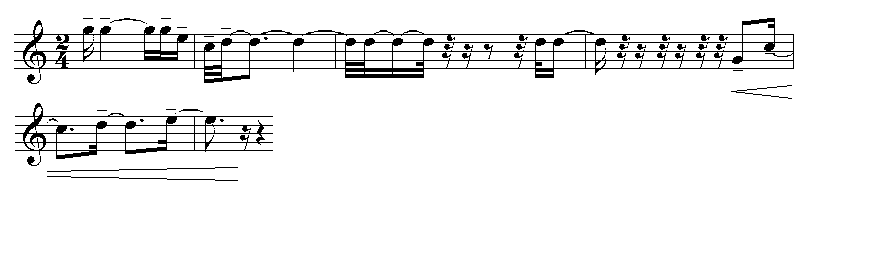
Preludia – Sztuczne ognie (kilka taktów)

- XII preludium (Feux d’artifice – fr. Sztuczne ognie) z II tomu Préludes Claude’a Debussy’ego

### Przedstawianie uczuć i nastrojów
Przedstawianie uczuć i nastrojów jest najbardziej typowym dla muzyki środkiem wyrazu.

#### Przykłady
- Nastrój i odczucia podczas podziwiania starego zamku w II części (Stary zamek) Obrazków z wystawy Modesta Musorgskiego (melancholijna i smutna melodia)

## Przykłady

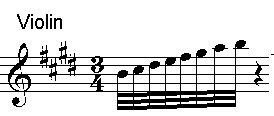
Cztery pory roku – I Wiosna (kilka taktów) – Błyskawica

- Symfonia fantastyczna – Hector Berlioz
- Noc na Łysej Górze – Modest Musorgski
- Till Eulenspiegels lustige Streiche (Figle Dyla Sowizdrzała) – Richard Strauss
- Uczeń czarnoksiężnika – Paul Dukas